# パウルス・アムブンダ
パウルス・アムブンダ（Paulus Ambunda、1980年8月6日 - ）は、ナミビアのプロボクサー。スワコプムント出身。元WBO世界バンタム級王者。

## アマチュア時代
アムブンダはアマチュア時代にはナミビアのナショナルチームに所属した実績を持っていて、アマチュア時代の主な階級はフライ級だった。アマチュアで培った攻撃技術と防御技術の高さが光り、手堅く試合運びができ攻撃的なアウトボクシングから接近戦に定評がある。

## プロ時代
2007年6月30日、プロデビュー。
2009年9月12日、ウィントフックにて、トミー・ナカシムバと空位のナミビアバンタム級王座を賭け対戦を行い、2回TKO勝ち。
2009年10月31日、ルワジ・ムゾリサとWBOアフリカバンタム級暫定王座決定戦を行い、2回TKO勝ち。その後正規王座に認定され、6度防衛。
2012年7月28日、新たに設立されたWBOインターナショナルバンタム級王座を賭けWBO世界バンタム級8位ウィリアム・プラド(ブラジル)と対戦。強打と変速的な動きで翻弄させ、終始攻撃的なアウトボクシングでポイントを稼ぎ3-0の大差判定勝ち。2人がフルマークでもう1人は大差でアムブンダを支持した。WBO世界バンタム級1位になり指名挑戦者になった。
2013年3月2日、ウィントフックにあるカジノホテルウィントフック・カウンティー・クラブ・リゾートにて、WBO世界バンタム級王者プンルアン・ソー・シンユー(タイ)と対戦した。タフでバンタム級離れした強打を持つプンルアンを攻撃的なアウトボクシングで翻弄しポイントを連取。しかし、終盤プンルアンに追い上げられるも、最後は接近戦で突き離し3-0の判定勝ちで王座獲得に成功した。
2013年8月1日、フィリピン・セブ州・セブ市のウォーターフロント・セブシティ・ホテル&カジノでWBO世界バンタム級5位の亀田和毅と対戦したが、0-3の判定で初の敗戦、世界王座を失った。
2014年9月13日、マンチェスターのマンチェスター・アリーナでWBA世界スーパーバンタム級王者スコット・クィッグに挑戦しハリー・サイモンに続くナミビア人2人目の2階級制覇を目指したが練習中に膝の筋肉を負傷したため出場を断った。
減量苦を機にスーパーバンタム級に転向。2014年5月17日、クリスチャン・パルマとIBF並びにWBAインターナショナルスーパーバンタム級王座決定戦を行い12回3-0(116-112、119-109、120-113)の判定勝ちで王座獲得に成功した。
2014年12月20日、前回クィッグに敗れてランカーを追われたチフィワ・ムンヤイと対戦し12回2-1の判定勝利。
2015年8月1日、ウィントフックのラマテックス・ファクトリーでIBO世界スーパーバンタム級王座決定戦をレアンドロ・デビッド・エスペランテと対戦。2回にキャリア初のダウンを奪われたが何とか巻き返し12回2-1(115-113、114-113、114-115)の判定勝ちで王座獲得に成功した。
2015年12月5日、ウィントフックのラマテックス・ファクトリーでジェイソン・クーパーと対戦し、3-0の12回判定勝ちを収め初防衛に成功した。
2016年6月11日、ナミビアで3年ぶりの世界戦と同国初の王座統一戦を開催。ウィントフックのラマテックス・ファクトリーでWBA世界スーパーバンタム級暫定王者のモイセス・フローレスと王座統一戦で対戦。初回にダウンを奪われるも2回から優勢に立った。しかし中盤にフローレスに連取されて6回はダウン寸前、7回にダウンを追加された。終盤に反撃するも序盤優勢を生かせず12回0-3(112-115、110-115、111-114)の判定負けを喫し、ハリー・サイモンに続くナミビア人2人目の2階級制覇とIBO王座の2度目の防衛に失敗しIBO王座から陥落した。当初は5月7日に行われる予定だったがアムブンダが練習中にふくらはぎを負傷した為（実際に軽傷で済んだ）延期していた。
2019年5月11日、バージニア州フェアファックスのイーグルバンク・アリーナでステファン・フルトンと対戦し、12回0-3(3者共107-120)の判定負けを喫し2018年8月29日に返り咲いたIBO王座の初防衛に失敗、王座から陥落した。

## 戦績
- プロボクシング：26戦24勝(10KO)2敗

| 戦           | 日付           | 勝敗 | 時間    | 内容    | 対戦相手                           | 国籍             | 備考                                                       |
| ------------ | -------------- | ---- | ------- | ------- | ---------------------------------- | ---------------- | ---------------------------------------------------------- |
| 1            | 2007年6月30日  | 勝利 | 4R      | 判定3-0 | ヨハネス・ガブリエル               | ナミビア         | プロデビュー戦                                             |
| 2            | 2007年8月11日  | 勝利 | 4R      | 判定3-0 | ヨハネス・ガブリエル               | ナミビア         |                                                            |
| 3            | 2007年11月10日 | 勝利 | 4R      | 判定3-0 | ペタネーニ・エラーゴ               | ナミビア         |                                                            |
| 4            | 2008年8月16日  | 勝利 | 1R      | TKO     | ヨハネス・ガブリエル               | ナミビア         |                                                            |
| 5            | 2008年12月11日 | 勝利 | 2R      | TKO     | ダニエル・アウシク                 | ナミビア         |                                                            |
| 6            | 2009年5月22日  | 勝利 | 1R 終了 | TKO     | マシューズ・ニイテンブ             | ナミビア         |                                                            |
| 7            | 2009年7月25日  | 勝利 | 6R      | 判定3-0 | プファリソ・ネルブフラニ           | 南アフリカ共和国 |                                                            |
| 8            | 2009年9月12日  | 勝利 | 2R 0:33 | TKO     | トミー・ナカシンバ                 | ナミビア         | ナミビアバンタム級王座決定戦                               |
| 9            | 2009年10月31日 | 勝利 | 2R 2:00 | TKO     | ルワジ・ムゾリサ                   | 南アフリカ共和国 | WBOアフリカバンタム級暫定王座決定戦→正規王座認定           |
| 10           | 2010年3月20日  | 勝利 | 1R      | KO      | シセンビレ・キビティ               | 南アフリカ共和国 |                                                            |
| 11           | 2010年4月30日  | 勝利 | 3R      | TKO     | テンダニ・ムニャイ                 | 南アフリカ共和国 | WBOアフリカ防衛1                                           |
| 12           | 2010年5月29日  | 勝利 | 8R      | 判定3-0 | シフォ・ヌカディメン               | 南アフリカ共和国 |                                                            |
| 13           | 2010年7月24日  | 勝利 | 12R     | 判定3-0 | クラース・ムボヤネ                 | 南アフリカ共和国 | WBOアフリカ防衛2                                           |
| 14           | 2010年11月25日 | 勝利 | 8R      | TKO     | タワンガ・チグウィダ               | ジンバブエ       | WBOアフリカ防衛3                                           |
| 15           | 2011年6月11日  | 勝利 | 12R     | KO      | エミリオ・ノルファト               | ケニア           | WBOアフリカ防衛4                                           |
| 16           | 2011年9月24日  | 勝利 | 3R      | TKO     | タワリブ・ムビル                   | ケニア           |                                                            |
| 17           | 2011年11月5日  | 勝利 | 12R     | 判定2-1 | ボンガニ・マラング                 | 南アフリカ共和国 | WBOアフリカ防衛5                                           |
| 18           | 2012年3月20日  | 勝利 | 12R     | 判定3-0 | クレウトゥス・ムブヘレ             | 南アフリカ共和国 | WBOアフリカ防衛6                                           |
| 19           | 2012年7月28日  | 勝利 | 12R     | 判定3-0 | ウィリアム・プラド                 | ブラジル         | WBOインターナショナルバンタム級王座決定戦                  |
| 20           | 2013年3月2日   | 勝利 | 12R     | 判定3-0 | プンルアン・ソー・シンユー         | タイ             | WBO世界バンタム級タイトルマッチ                            |
| 21           | 2013年8月1日   | 敗北 | 12R     | 判定0-3 | 亀田和毅 （亀田）                  | 日本             | WBO王座陥落                                                |
| 22           | 2014年5月17日  | 勝利 | 12R     | 判定3-0 | クリスチャン・パルマ               | チリ             | WBA・IBFインターナショナルスーパーバンタム級王座決定戦     |
| 23           | 2014年12月20日 | 勝利 | 12R     | 判定2-1 | チフィワ・ムンヤイ                 | 南アフリカ共和国 |                                                            |
| 24           | 2015年8月1日   | 勝利 | 12R     | 判定2-1 | レアンドロ・デビッド・エスペランテ | アルゼンチン     | IBO世界スーパーバンタム級王座決定戦                        |
| 25           | 2015年12月5日  | 勝利 | 12R     | 判定3-0 | ジェイソン・クーパー               | オーストラリア   | IBO防衛1                                                   |
| 26           | 2016年6月11日  | 敗北 | 12R     | 判定0-3 | モイセス・フローレス               | メキシコ         | WBA暫定・世界スーパーバンタム級タイトルマッチ・IBO王座陥落 |
| テンプレート |                |      |         |         |                                    |                  |                                                            |

## 獲得タイトル
- ナミビアバンタム級王座
- WBOアフリカバンタム級暫定王座
- WBOアフリカバンタム級王座
- WBOインターナショナルバンタム級王座
- WBO世界バンタム級王座（防衛0）
- IBFインターナショナルスーパーバンタム級王座
- WBAインターナショナルスーパーバンタム級王座
- IBO世界スーパーバンタム級王座